# John Raymond Ylitalo
John Raymond Ylitalo (* 25. Dezember 1916 in Floodwood, Minnesota; † 10. Februar 1987 in Washington, D.C.) war ein US-amerikanischer Diplomat.

## Leben
John Raymond Ylitalo war mit Jean Sarchet verheiratet. Am St. Olaf College promovierte  er mit der Auszeichnung Magna cum laude und erwarb 1938 einen Master Titel als Betriebswirt an der Northwestern University. 1941 wurde er Special Agent beim Federal Bureau of Investigation in New York City. 1946 trat er in den diplomatischen Dienst ein.
Da er finnische Vorfahren hatte und fließend Finnisch sprach, war er in der Zeit vom 1. Oktober 1946 bis 1950 an der US-Botschaft in Helsinki als politischer Attaché akkreditiert. Später war er im US-State-Department stellvertretender Leiter der Sicherheitsabteilung und Vertrauensmann für den, vom Kriegsministerium der Vereinigten Staaten adoptierten, The Pond. Die Berichte von The Pond qualifizierte ihn als Crap. Von 1950 bis 1952 war er Vertreter des US-Außenministerium im Konsulat München.
Am 6. März 1959 berichtete Ylitalo als US-Konsul aus Cebu City an das State Department über Conditions affecting Cultural Presentation in Cebu. Bis 1969 war er an der US-Botschaft in Mexiko-Stadt.
Ylitalo wurde am 22. Juli 1969 als US-Botschafter bei Alfredo Stroessner in Asunción von Richard Nixon berufen und übergab sein Akkreditierungsschreiben am 14. August 1969.
Als Ylitalo, Stroessner nicht dazu bewegen konnte Auguste Ricord in die USA auszuliefern, wurde er zum 11. September 1972 abberufen. Auf Vorschlag von William P. Rogers wurde Nelson Gerard Gross der Coordinator on International Narcotics Matters aus seinem Außenministerium entsandt.
Uruguay hatte zu dieser Zeit einen eigenen US-Botschafter, Charles Wallace Adair Jr. Von 1973 bis zu seiner Pensionierung 1976 war Ylitalo Generalkonsul in Toronto.
Ylitalo starb an Krebs im Sibley Memorial Hospital in Washington.